# Diocesi di Estância
La diocesi di Estância (in latino Dioecesis Stantiana) è una sede della Chiesa cattolica in Brasile suffraganea dell'arcidiocesi di Aracaju. Nel 2021 contava 400.000 battezzati su 511.523 abitanti. È retta dal vescovo José Genivaldo Garcia.

## Territorio
La diocesi comprende 16 comuni nella parte meridionale dello stato brasiliano di Sergipe: Estância, Arauá, Boquim, Cristinápolis, Indiaroba, Itabaianinha, Lagarto, Pedrinhas, Poço Verde, Riachão do Dantas, Salgado, Santa Luzia do Itanhy, Simão Dias, Tobias Barreto, Tomar do Geru, Umbaúba.
Sede vescovile è la città di Estância, dove si trova la cattedrale di Nostra Signora di Guadalupe.
Il territorio si estende su 6.650 km² ed è suddiviso in 28 parrocchie.

## Storia
La diocesi è stata eretta il 30 aprile 1960 con la bolla Ecclesiarum omnium di papa Giovanni XXIII, ricavandone il territorio dalla diocesi di Aracaju, che è stata contestualmente elevata al rango di arcidiocesi metropolitana.

## Cronotassi dei vescovi
Si omettono i periodi di sede vacante non superiori ai 2 anni o non storicamente accertati.
- José Bezerra Coutinho † (28 gennaio 1961 - 1º giugno 1985 ritirato)
- Hildebrando Mendes Costa (25 marzo 1986 - 30 aprile 2003 ritirato)
- Marco Eugênio Galrão Leite de Almeida (30 aprile 2003 - 25 settembre 2013 nominato vescovo ausiliare di San Salvador di Bahia[1])
- Giovanni Crippa, I.M.C. (9 luglio 2014 - 11 agosto 2021 nominato vescovo di Ilhéus)[2]
- José Genivaldo Garcia, dal 30 novembre 2022

## Statistiche
La diocesi nel 2021 su una popolazione di 511.523 persone contava 400.000 battezzati, corrispondenti al 78,2% del totale.
| anno | popolazione | popolazione | popolazione | presbiteri | presbiteri | presbiteri | presbiteri                | diaconi | religiosi | religiosi | parrocchie |
| anno | battezzati  | totale      | %           | numero     | secolari   | regolari   | battezzati per presbitero | diaconi | uomini    | donne     | parrocchie |
| ---- | ----------- | ----------- | ----------- | ---------- | ---------- | ---------- | ------------------------- | ------- | --------- | --------- | ---------- |
| 1966 | 223.800     | 231.500     | 96,7        | 11         | 10         | 1          | 20.345                    |         |           | 29        | 12         |
| 1970 | 243.000     | 250.000     | 97,2        | 11         | 11         |            | 22.090                    |         |           | 24        | 12         |
| 1976 | 255.000     | 280.000     | 91,1        | 18         | 16         | 2          | 14.166                    |         | 2         | 29        | 14         |
| 1980 | 276.000     | 285.000     | 96,8        | 18         | 18         |            | 15.333                    |         |           | 47        | 12         |
| 1990 | 345.000     | 350.000     | 98,6        | 15         | 15         |            | 23.000                    |         |           | 49        | 16         |
| 1999 | 391.256     | 395.861     | 98,8        | 21         | 21         |            | 18.631                    |         |           | 73        | 16         |
| 2000 | 394.002     | 398.953     | 98,8        | 26         | 26         |            | 15.153                    |         |           | 56        | 16         |
| 2001 | 401.103     | 404.256     | 99,2        | 28         | 28         |            | 14.325                    |         |           | 67        | 16         |
| 2002 | 419.652     | 428.857     | 97,9        | 26         | 26         |            | 16.140                    |         |           | 70        | 28         |
| 2003 | 428.915     | 436.125     | 98,3        | 27         | 27         |            | 15.885                    |         |           | 72        | 28         |
| 2004 | 421.152     | 431.127     | 97,7        | 26         | 26         |            | 16.198                    |         |           | 65        | 18         |
| 2006 | 423.228     | 431.127     | 98,2        | 27         | 27         |            | 15.675                    |         |           | 67        | 18         |
| 2013 | 452.000     | 470.000     | 96,2        | 53         | 53         |            | 8.528                     |         |           | 64        | 24         |
| 2016 | 392.389     | 471.508     | 83,2        | 63         | 62         | 1          | 6.228                     |         | 1         | 58        | 27         |
| 2019 | 401.870     | 482.900     | 83,2        | 43         | 43         |            | 9.345                     |         |           | 61        | 28         |
| 2021 | 400.000     | 511.523     | 78,2        | 44         | 44         |            | 9.090                     |         |           | 55        | 28         |